# حملة هراة (1731)
حملة هراة (بالفارسيَّة: کمپین هرات) هي حملة عسكريَّة قامت بها القوات الصفويَّة بقيادة نادر شاه الأفشاري ضد المُتمردين الأفغان وحُلفائهم الهوتكيَّة؛ وقد انتهى الصراع بنصرٍ حاسمٍ للفُرس وإعادة الحُكم الصفوي على هراة.

## انظُر أيضًا
- حملات نادر شاه
- إعادة طهماسب الثاني إلى العرش الصفوي